# عسلة زرقاء
العسلة الزرقاء (باللاتينية: Lonicera caerulea) نبات زينة متسلق ينتمي إلى جنس العسلة من الفصيلة الخمانية.

## البيئة والانتشار
موطنها المناطق الباردة في نصف الكرة الشمالي.

## الوصف النباتي
نبات معمر شجيري دائم الخضرة ومتسلق ارتفاعه من متر إلى متر ونصف المتر. الساق أسطوانية بنية لا تتقشر. الأوراق بيضية متقابلة. الأزهار بيضاء مصفرة طولها من 2-4 سم. الثمار زرقاء (ومن هنا أتت التسمية).

## من أصنافها
- العسلة الزرقاء الكمشتكية (باللاتينية: Lonicera caerulea var. kamtschatica)